# Tuffi ai Giochi della XXX Olimpiade - Trampolino 3 metri maschile
Il concorso del trampolino 3 metri maschile dei Giochi olimpici di Londra 2012 si è disputato il 6 e 7 agosto 2012.
Gli atleti iscritti sono stati 29, in rappresentanza di 17 paesi. Lo svolgimento della gara ha previsto un turno di qualificazione, uno di semifinale e la finale, cui accedevano i dodici miglior concorrenti.

## Risultati

### Preliminari
Il turno preliminare si è disputato il 6 agosto a partire dalle ore 19:00 locali. I primi 18 della classifica si sono qualificati per il turno di semifinale.
| Pos. | Atleta                    | Nazione       | Punti  | Ord. | Note |
| ---- | ------------------------- | ------------- | ------ | ---- | ---- |
| 1    | Il'ja Zacharov            | Russia        | 507.65 | 16   | Q    |
| 2    | He Chong                  | Cina          | 500.90 | 3    | Q    |
| 3    | Troy Dumais               | Stati Uniti   | 486.60 | 26   | Q    |
| 4    | Patrick Hausding          | Germania      | 477.15 | 10   | Q    |
| 5    | Yahel Castillo            | Messico       | 475.25 | 27   | Q    |
| 6    | Illja Kvaša               | Ucraina       | 470.25 | 18   | Q    |
| 7    | Chris Colwill             | Stati Uniti   | 461.35 | 13   | Q    |
| 8    | Javier Illana             | Spagna        | 460.35 | 12   | Q    |
| 9    | Alexandre Despatie        | Canada        | 458.55 | 17   | Q    |
| 10   | Ken Nee Yeoh              | Malaysia      | 452.60 | 9    | Q    |
| 11   | Qin Kai                   | Cina          | 451.60 | 25   | Q    |
| 12   | François Imbeau-Dulac     | Canada        | 449.30 | 15   | Q    |
| 13   | Matthieu Rosset           | Francia       | 445.15 | 14   | Q    |
| 14   | César Castro              | Brasile       | 441.90 | 8    | Q    |
| 15   | Ethan Warren              | Australia     | 441.50 | 1    | Q    |
| 16   | Evgenij Kuznecov          | Russia        | 440.95 | 4    | Q    |
| 17   | Oleksij Pryhorov          | Ucraina       | 439.80 | 11   | Q    |
| 18   | Christopher Mears         | Gran Bretagna | 436.05 | 20   | Q    |
| 19   | Huang Qiang               | Malaysia      | 433.85 | 21   |      |
| 20   | Michele Benedetti         | Italia        | 433.05 | 29   |      |
| 21   | Sebastián Villa Castañeda | Colombia      | 414.90 | 19   |      |
| 22   | Damien Cély               | Francia       | 413.30 | 2    |      |
| 23   | Daniel Islas Arroyo       | Messico       | 410.60 | 5    |      |
| 24   | Tommaso Rinaldi           | Italia        | 400.00 | 24   |      |
| 25   | Robert Páez Rodríguez     | Venezuela     | 382.60 | 28   |      |
| 26   | Stafanos Paparounas       | Grecia        | 366.10 | 23   |      |
| 27   | Jack Laugher              | Gran Bretagna | 330.00 | 22   |      |
| 28   | Edickson Contreras Bracho | Venezuela     | 301.45 | 7    |      |
| 29   | Stephan Feck              | Germania      | 133.80 | 6    | Rit  |

### Semifinale
La semifinale si è svolta il 7 agosto a partire dalle 10:00. I primi 12 classificati sono entrati in finale.
| Pos. | Atleta                | Nazione       | Punti  | Ord. | Note |
| ---- | --------------------- | ------------- | ------ | ---- | ---- |
| 1    | He Chong              | Cina          | 510.15 | 17   | Q    |
| 2    | Il'ja Zacharov        | Russia        | 505.60 | 18   | Q    |
| 3    | Qin Kai               | Cina          | 500.35 | 8    | Q    |
| 4    | Yahel Castillo        | Messico       | 499.65 | 14   | Q    |
| 5    | Troy Dumais           | Stati Uniti   | 490.55 | 16   | Q    |
| 6    | Patrick Hausding      | Germania      | 485.55 | 15   | Q    |
| 7    | Illja Kvaša           | Ucraina       | 478.60 | 13   | Q    |
| 8    | Alexandre Despatie    | Canada        | 472.80 | 10   | Q    |
| 9    | Christopher Mears     | Gran Bretagna | 461.00 | 1    | Q    |
| 10   | Javier Illana         | Spagna        | 458.05 | 11   | Q    |
| 11   | Ethan Warren          | Australia     | 456.85 | 4    | Q    |
| 12   | Ken Nee Yeoh          | Malaysia      | 441.65 | 9    | Q    |
| 13   | François Imbeau-Dulac | Canada        | 440.20 | 7    |      |
| 14   | Evgenij Kuznecov      | Russia        | 437.70 | 3    |      |
| 15   | Matthieu Rosset       | Francia       | 422.50 | 6    |      |
| 16   | Oleksij Pryhorov      | Ucraina       | 414.15 | 2    |      |
| 17   | César Castro          | Brasile       | 388.40 | 5    |      |
| 18   | Chris Colwill         | Stati Uniti   | 339.80 | 12   |      |

### Finale
La finale si è svolta il 7 agosto a partire dalle ore 19:00.
| Pos.    | Atleta             | Nazione       | Punti  | Ord. |
| ------- | ------------------ | ------------- | ------ | ---- |
| Oro     | Il'ja Zacharov     | Russia        | 555.90 | 11   |
| Argento | Qin Kai            | Cina          | 541.75 | 10   |
| Bronzo  | He Chong           | Cina          | 524.15 | 12   |
| 4       | Patrick Hausding   | Germania      | 505.55 | 7    |
| 5       | Troy Dumais        | Stati Uniti   | 498.35 | 8    |
| 6       | Yahel Castillo     | Messico       | 492.70 | 9    |
| 7       | Ethan Warren       | Australia     | 488.95 | 2    |
| 8       | Illja Kvaša        | Ucraina       | 462.25 | 6    |
| 9       | Christopher Mears  | Gran Bretagna | 439.75 | 4    |
| 10      | Ken Nee Yeoh       | Malaysia      | 437.45 | 1    |
| 11      | Alexandre Despatie | Canada        | 413.35 | 5    |
| 12      | Javier Illana      | Spagna        | 471.60 | 3    |